# Neoraputia micrantha
Neoraputia micrantha är en vinruteväxtart som beskrevs av Kallunki. Neoraputia micrantha ingår i släktet Neoraputia och familjen vinruteväxter. Inga underarter finns listade i Catalogue of Life.